# Gulf Coast Premier League
A Gulf Coast Premier League (GCPL) é uma liga de futebol semi-profissional afiliada à United States Adult Soccer Association, que inclui equipes do Alabama, Flórida, Louisiana, Mississippi e Texas. A temporada regular da GCPL vai de maio a julho. 

## Louisiana Premier League
A Louisiana Premier League foi formada em 2014 pelos membros do Comitê da liga, Jonathan Rednour e Chad Vidrine, com a assistência do fundador do Pool Boys FC, Jeremy Poklemba. O recente sucesso de uma competição semelhante formatada,  administrada pela LSA, na primavera de 2014 e o surgimento de clubes recém-formados, Pool Boys FC e Cajun Soccer Club, juntamente com o interesse de Motagua New Orleans da liga ISLANO., ofereceu a oportunidade de criar uma liga amadora de elite em todo o estado. O Motagua New Orleans venceu a temporada inaugural, derrotando o Cajun Soccer Club na final, por 4-2. 
Em 8 de março de 2016, a Louisiana Premier League recebeu o status Elite Amateur League pela United States Adult Soccer Association,United States Adult Soccer Association . 

## Liga Premier da Costa do Golfo
Em 1º de agosto de 2016, a Louisiana Premier League, sancionada e operada pela Louisiana Soccer Association, dobrou para dar lugar à recém-formada Gulf Coast Premier League. A liga se formou como uma organização sem fins lucrativos, expandindo-se para clubes fora da Louisiana ao longo da costa do golfo. 
Em janeiro de 2017, a liga anunciou três equipes de expansão, expandindo a presença da liga no Alabama e na Flórida .  O Central Texas Lobos FC foi anunciado como um membro futuro em junho de 2017. 

### Developmental League
Uma liga de desenvolvimento de quatro equipes chamada Liga da Costa do Golfo (GCDL) foi anunciada e começou a jogar em maio de 2019. 

## Great Plains Premier League
Em 2019, a GCPL anunciou a criação da Great Plains Premier League (GPPL), uma conferência / liga irmã de expansão com equipes baseadas em Dakotas, Nebraska, Iowa, Kansas ou Missouri . A GPPL começará a jogar em 2020 e a primeira equipe a se juntar, o Nebraska Bugeaters FC, jogará sua temporada de 2019 apenas como exibição.  

## Equipes
| Equipe                             | Cidade                   | Estádio                         | Fundado       | Temporada inaugural | Treinador principal             |
| Divisão Oeste                      | Divisão Oeste            | Divisão Oeste                   | Divisão Oeste | Divisão Oeste       | Divisão Oeste                   |
| ---------------------------------- | ------------------------ | ------------------------------- | ------------- | ------------------- | ------------------------------- |
| Alexandria FC                      | Alexandria, Louisiana    | Louisiana College Wildcat Field | 2013          | 2014                | ligação=\|borda Jeremy Poklemba |
| Boca Knights FC                    | Shreveport, Louisiana    | Bossier High School             | 2015          | 2015                | Sergio Perez Sr                 |
| Cajun Soccer Club                  | Lafayette, Louisiana     | Campo de fibra LUS              | 2013          | 2014                | Mark Hiller                     |
| Central Texas Lobos FC             | Buda, Texas              | Estádio Bob Shelton             | 2015          | 2018                | Jorge Cruz                      |
| Shreveport United                  | Shreveport, Louisiana    | Cargill Park                    | 2016          | 2018                | Francois Browne                 |
| Louisiana Krewe FC                 | Lafayette, Louisiana     | Ragin 'Cajuns                   | 2018          | 2019                | Joan Olivia                     |
| Divisão Central                    |                          |                                 |               |                     |                                 |
| Baton Rouge SC                     | Baton Rouge, Louisiana   | Estádio Olympia                 | 2016          | 2017                | Michael Zanco                   |
| FC New Orleans                     | Nova Orleans, Louisiana  | Estádio Pan-Americano           | 2018          | 2019                | Wilmer Peralta                  |
| Gaffa FC                           | Jackson, Mississippi     | Freedom Ridge Park              | 2016          | 2017                | TBA                             |
| Mississippi Blues SC               | Jackson, Mississippi     | Harper Davis Field              | 2018          | 2018                | Kurt Albrecht                   |
| Motagua Nova Orleães               | Nova Orleans, Louisiana  | Estádio Pan-Americano           | 1984          | 2014                | Tony Martinez                   |
| Northshore United FC               | Covington, Louisiana     | Estádio Wolverine               | 2017          | 2018                | Chris Penton                    |
| Divisão Leste                      |                          |                                 |               |                     |                                 |
| Gulf Coast Rangers FC              | Fairhope, Alabama        | Estádio Municipal Fairhope      | 2017          | 2018                | ligação=\|borda Daniel Whelan   |
| Hattiesburg FC                     | Hattiesburg, Mississippi | Campo Cruzado                   | 1980          | 2019                | Barry Farrell                   |
| Great Plains (equipes de expansão) |                          |                                 |               |                     |                                 |
| Nebraska Bugeaters FC              | Omaha, Nebraska          | Estádio de Morrison             | 2018          | 2020                | Scott Robertson                 |

### Antigas equipes
- AFC Mobile ( Celular ) (2017-2019)
- Lake City Gamblers  ( Lake Charles ) (2014–2017)
- Louisiana Fire ( Nova Orleans ) (2016–2017)
- Nicholls State University Club  ( Thibodaux ) (2014–2015)
- Pensacola FC ( Pensacola ) (2017–2019)
- Port City FC ( Gulfport ) (2016–2019)
- Real United Riverhawks FC ( Moss Point ) (2018)
- Shreveport Rafters FC B (2016-2017)
- Tallahassee SC ( Tallahassee ) (2019)